# Classpath (Java)
Classpath je v prostředí Javy označení pro nastavení cest, v kterých se javovský virtuální stroj nebo javovský překladač snaží nalézt požadované třídy v souborech typu jar nebo class. Tato cesta bývá nastavena ve stejnojmenné proměnné prostředí CLASSPATH a nebo předávána překladači jako parametr -classpath nebo -cp na příkazovém řádku.
Samotný formát cesty není multiplatformní, ale odpovídá konvencím dané platformy. Například na un*xových systémech (Linux, Mac OS, ...) jsou jednotlivé položky cesty oddělovány dvojtečkou, zatímco na Microsoft Windows jsou odděleny středníkem.